# Trompe-l'œil

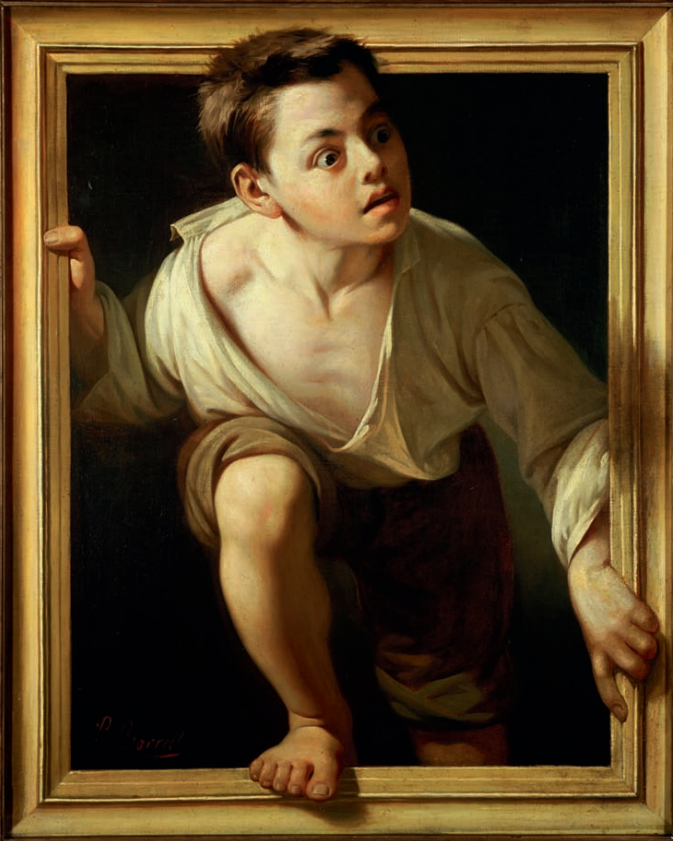
Fugint de la crítica (1874) de Pere Borrell del Caso, oli sobre tela, Banco de España, Madrid.

Un trompe-l'œil, que també es pot dir pintura d'artifici i s'ha dit també enganyalull (com a neologisme) en català, és una obra pictòrica que mitjançant els recursos del clarobscur, la perspectiva i l'escorç, produeix la il·lusió òptica que es compon tant dels objectes o figures reals com amb la mateixa creació artística. La confusió dels elements del suport de l'obra amb els elements pintats esdevenen part del joc de l'artista i fan l'obra fixa i inamovible.
La pintura d'artifici o trompe-l'oeil és una forma d'art il·lusionista, com ho son també les il·lusions òptiques, l'art òptic, etc.
Els artistes que han fet servir la pintura d'artifici, l'enganyalull o el trompe-l'œil són molt nombrosos. Alguns exemples il·lustres inclouen Masaccio, Luca Giordano, Tiepolo, René Magritte o Julian Beever.
Les pintures d'artifici o els enganyalulls o trompe-l'œil acostumen a ser pintures murals d'accentuat realisme dissenyades amb una perspectiva de manera que, contemplades des d'un determinat punt de vista, fan creure a l'espectador que el fons es projecta més enllà del mur, del terra o del sostre (quadratura),)o que les figures en sobresurten. Poden ésser interiors –que representen mobles, finestres, portes o d'altres escenes més complexes– o exteriors –aprofitant la gran superfície d'una paret mitgera, o els espais de mur entre obertures reals–. També són abundants els trompe-l'œil de menor dimensió, alguns pintats o fets de marqueteria en mobles o simulant-los –trompe-l'œil anomenats «de gabinet», «d'armari de rebost» o «d'armer»–, especialment als taulells de taula –fingint tota mena d'objectes, com a naips disposats per a una partida, làmines de cantonades corbades enrere subjectes a un fingit taulell amb puntes o agulles- amb el que s'inclouen en el gènere «quadre dintre del quadre».

## Història

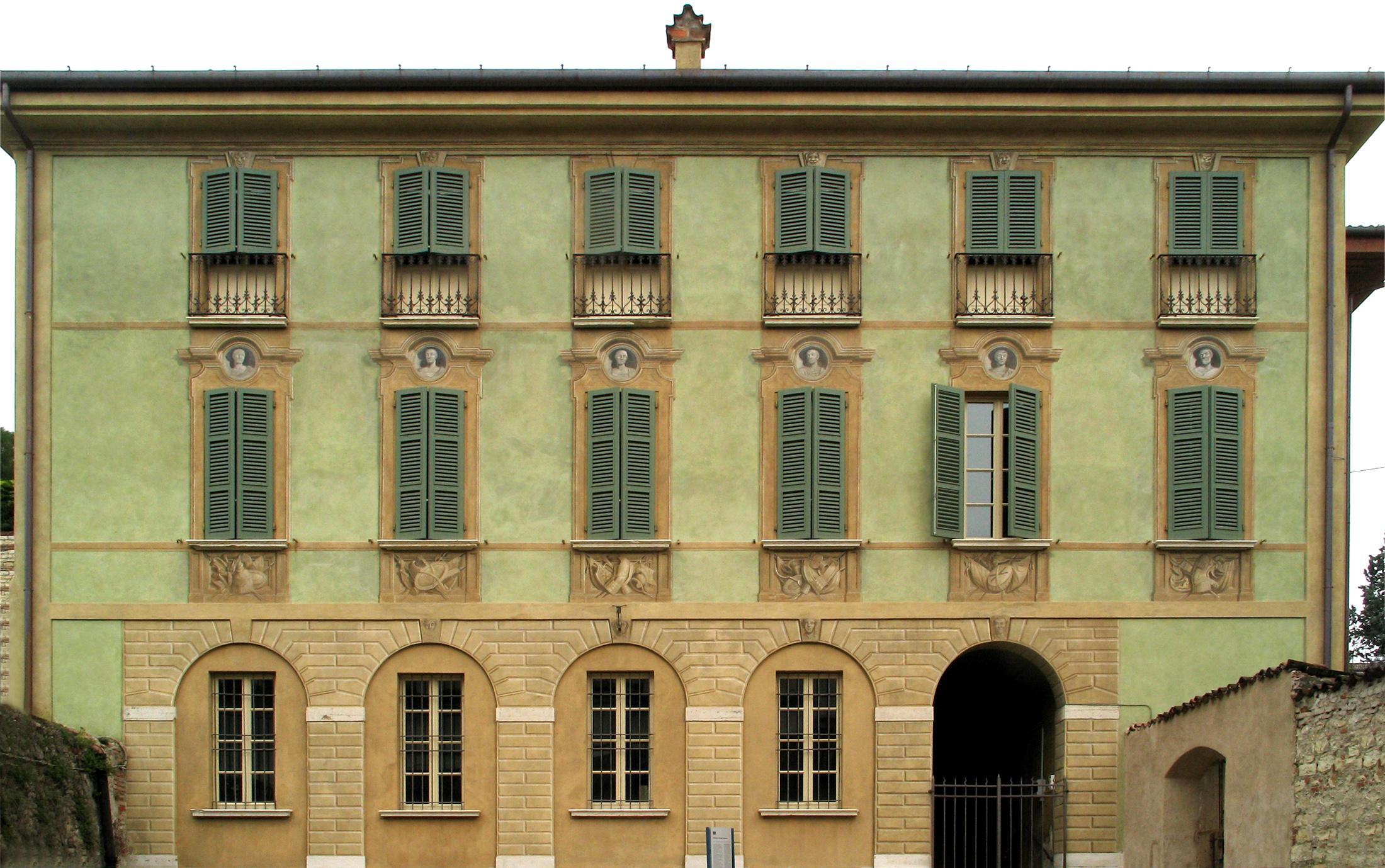
Falsa façana pintada al trompe-l'œil a Brescia.

Les fonts literàries de Plini el Vell i Vitruvi, que recullen dades sobre la pintura grega antiga parlen de trompe-l'œil en ella: Parrasi es va considerar superior a Zeuxis d'Heraclea per haver aconseguit enganyar el seu rival amb una cortina pintada, que aquest va intentar descórrer en prendre-la per real, mentre que els raïms pintats per Zeuxis només havien aconseguit enganyar els ocells que intentaven menjar-les. Aquestes són les descripcions més antigues de la història de la pintura de trompe-l'œil. Com relatava Plini el Vell en els temps romans, els artistes grecs de segles abans ja eren molt destres en el retrat i la natura morta. Va distingir a Peiraikos:
| « | ... el mestratge del qual molt pocs sobrepassen... Va pintar paradetes de sabaters i barberies, ases, plantes i coses semblants i, per aquesta raó, el van anomenar «el pintor dels objectes vulgars»; així i tot, aquestes obres eren en conjunt delicioses, i es venien a preus més alts que les més grans pintures de molts altres artistes. | » |

L'estimació popular del realisme a la natura morta es relaciona amb la llegenda grega antiga de Zeuxis d'Heraclea i Parrasi, dels quals es diu que van competir per crear els objectes més semblants a la realitat. Aquesta llegenda mostra com en l'antiga Grècia i Roma ja s'utilitzava aquesta tècnica en pintura per tal de dotar les superfícies planes de detalls tridimensionals com falses finestres, portes, cortines o columnes, per tal de crear un efecte òptic de profunditat en una habitació. Es realitzaven mitjançant l'aplicació de pigments de guix humit. Aquestes pintures s'han localitzat en troballes arqueològiques com la Vila Livia a Prima Porta, on es mantenen frescos que representen falsos jardins i arbres fruiters, i el mateix cas a la casa del Braçalet d'or a Pompeia. Aquesta pràctica artística va ser utilitzada durant segles per dotar de més profunditat als espais interiors en viles, catedrals o palaus. Així, per exemple, es va aconseguir que les cúpules mostressin el cel i que els espais sense finestres oferissin unes vistes a un jardí mitjançant el joc de la perspectiva amb les llums i les ombres.
Aquesta llegenda li va servir també al psicoanalista Jacques Lacan en un seminari de l'any 1964 per comprendre un aspecte del coneixement humà: mentre que els animals són atrets per les imatges superficials, els humans, per contra, són seduïts pel suggeriment d'allò que es troba ocult.

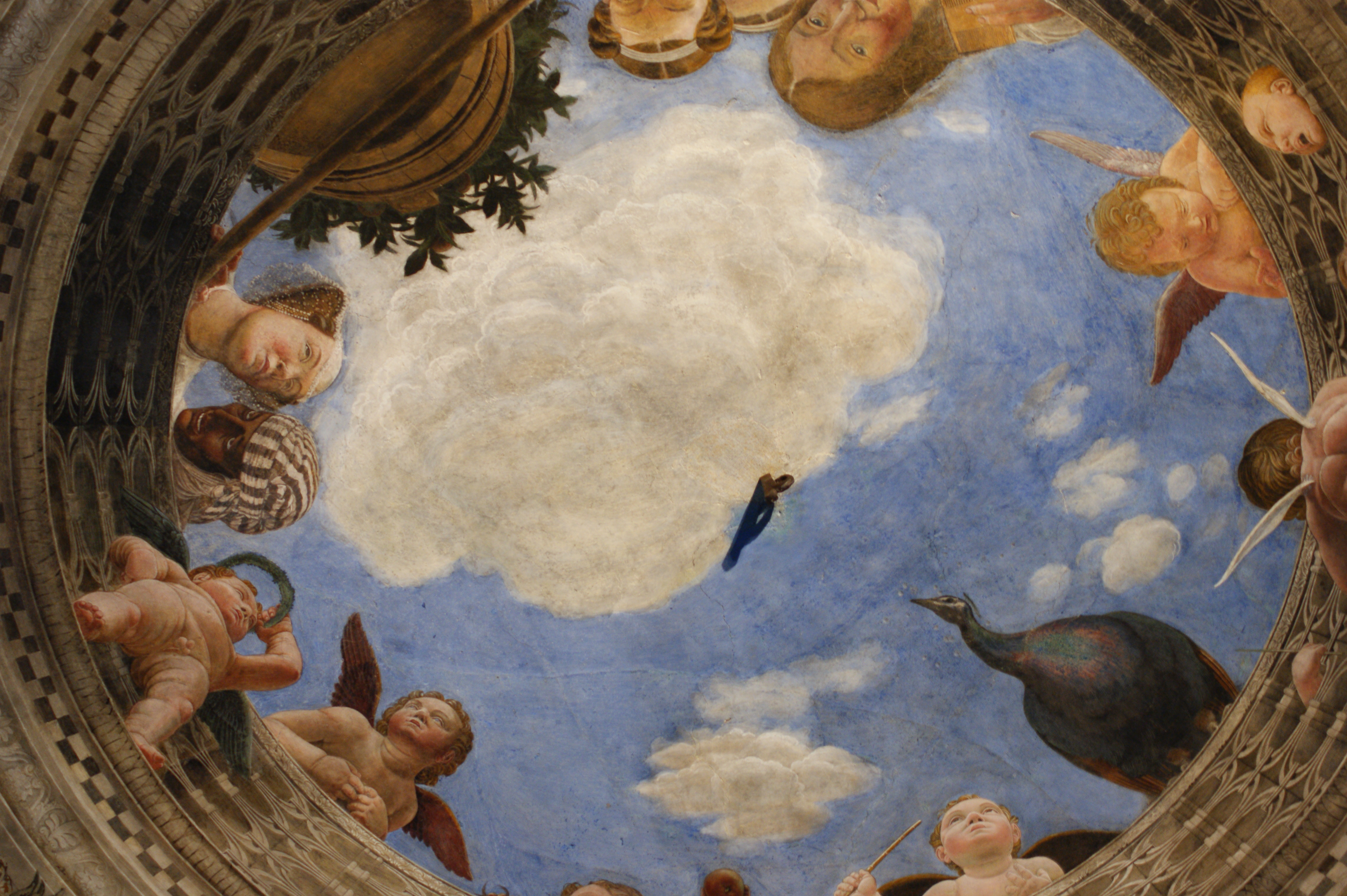
Andrea Mantegna's Camera degli Sposi

Durant el període del Renaixement els artistes van compartir un gust generalitzat pel dibuix en perspectiva. Destacarien en aquest camp sobretot pintors italians del Quattrocento com Andrea Mantegna i Melozzo da Forli, que es van iniciar en les pintures de sostres per als que utilitzaven tècniques pictòriques com l'escorç i perspectives per a crear una falsa impressió d'espai obert. Aquesta variant del trompe l'oeil que s'utilitzava en les pintures del sostre va rebre el nom en italià de di sotto in sú, que significa "de baix a dalt", de manera que els objectes representats que se situaven per sobre de l'espectador és com si es localitzessin des de la perspectiva del punt de fuga. Exemple d'això va ser l'artista Michelangelo Buonarroti i l'obra que va realitzar a la volta de la Capella Sixtina, on els personatges bíblics es troben envoltats de columnes i bigues emprant la tècnica del trompe l'oeil. Altres exemples serien també l'Assumpció de la Mare de Déu d'Antonio da Corregio a Parma I la Camera degli Sposi d'Andrea Mantegna,. També van aplicar aquesta tècnica en petits detalls de les seves pintures Vittorio Carpaccio i Jacob de Barbari per tal d'explorar el límit entre la imatge i la realitat.

Las Meninas, by Diego Velázquez, from Prado in Google Earth

Aquesta tècnica també es mantindria durant els segles xvi i xvii, però lligat a una il·lusió arquitectònica en els espais d'estil barroc i manierista de les esglésies, que utilitzaven el trompe l'oeil en les pintures de sostre per obrir òpticament les cúpules al cel, el que es coneix com a quadratura, mitjançant la representació de personatges bíblics com Jesús, Maria o algun sant en ascensió. Un exemple d'això seria la falsa volta pintada sobre tela per al sostre de l'església romana de Sant Ignasi en 1685 o l'al·legoria de la Divina Providència localitzada al Palazzo Barberini atribuït a Pietro da Cortona. Això També es pot observar en la obra de Las Meninas de Diego Velázquez exhibida al Museu del Prado de manera que es fa a l'espectador «entrar en el quadre», amb ajut d'un mirall i de la il·luminació real de la sala a través d'un finestral disposat de manera idèntica als de l'Alcázar, representats al costat dret del quadre. 
| « | Dues portes comuniquen aquest pas amb la instal·lació de Las Meninas (sala XV). El llenç, sense parió ni semblant, està aïllat amb llum anàloga a la pròpia, i un mirall col·locat perquè, vist des del punt en el qual coincideixen el seu marc i el del quadre, proporcioni un efecte de perspectiva sorprenent. | » |
| — | |   |

Les natures mortes o bodegons (en neerlandès: betriegerje -petit engany-, van ser als segles XVII i XVIII un gènere en què els pintors van recórrer particularment a la utilització d'aquest recurs. El trompe l'oeil també va ser molt popular a tot l'estil flamenc, especialment a les grisalles, i posteriorment a la pintura holandesa al llarg de segle xvii, on va proliferar gràcies al desenvolupament de la pintura de bodegons. D'aquesta manera, el pintor flamenc Cornelis Norbertus Gysbrechts va realitzar un exemple d'obra chantourner, terme que significa "retallada" generalment usat per a definir una representació trompe l'oeil que dona la sensació d'allunyar-se de la paret. Gysbrechts crea aquesta il·lusió a obres com Vanitas (1664), on mostra un cavallet amb una pintura que es desprèn de la tela, i a Trompe-l'œil d'un gabinet obert (1666-1678). Per la seva banda, el pintor d'origen holandès Samuel Dirksz van Hoogstraten, un dels principals teòrics i exponents del trompe l'oeil, va tractar la importància de la pintura com a imitació de la natura en la seva obra Introducció a l'Acadèmia de la Pintura en 1678. Així s'expliquen obres com la del flamenc Petrus Christus i el seu Retrat d'un Cartujo (1446), on una falsa mosca es troba descansant a la part inferior d'un marc també simulat.
| « | Als reversos de les seves obres els primers primitius flamencs -els Jan van Eyck, Robert Campin i Rogier van der Weyden- incorporen "grisalles", pintures monocromes, en tons grisos, aconseguits mitjançant gradacions de blanc i negre. Simulen escultures en pedra sense policromar amb figures en un marc arquitectònic –pla o fornícula-, situades amb freqüència sobre pedestals pintats. L'ús de l'oli, que permet la traducció de les diferents matèries, afavoreix l'ambigüitat i l'il·lusionisme en reforçar l'aspecte viu de les figures i l'escultòric de les grisalles, com succeeix a les obres d'Alincbrot, Campin, van der Stock i Provost. L'ús del color en carnacions, cabells, fons i alguns altres objectes com en les escultures policromades, les converteix en «semigrisalles», com va fer Memling en algunes obres primerenques i durant el segle xvi alguns pintors de Bruges, fidels a la tradició, com Pourbus. | » |
| — | |   |

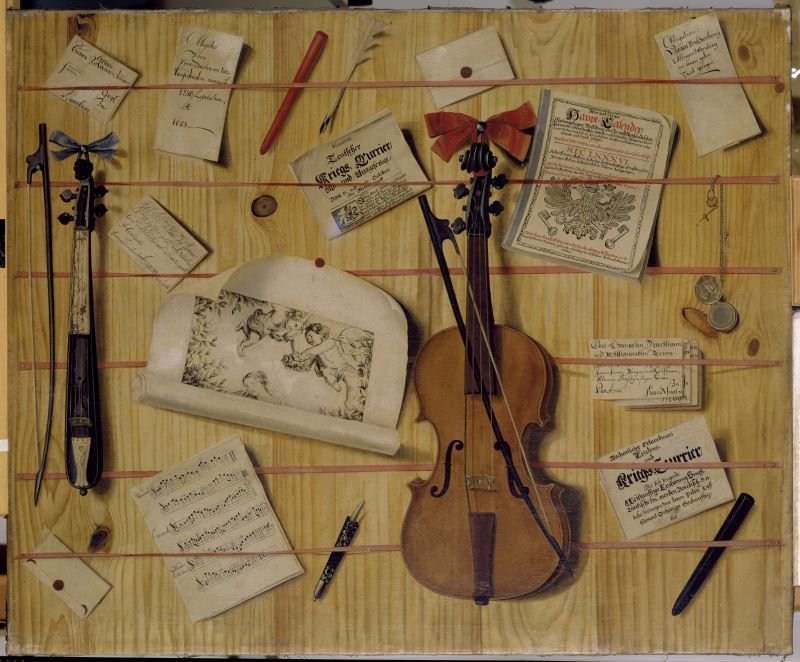
Cornelis Biltius - Quodlibet with violin and documents

Al segle xviii es va popularitzar un altre estil de trompe l'oeil, l'anomenat quodlibet, el suport pictòric del qual serien mobles com cadires i taules on es representaven pintures realistes d'elements com tisores, naips, ganivets o cintes, que semblaven haver-se deixat allà casualment. Un exemple d'aquesta il·lusió òptica es pot observar a Derbyshire, en Chatswoth House, on apareixen representats en una porta un violí i un arc aparentment suspesos, una obra del pintor Jan van der Vaardt realitzada al voltant de 1723. Un exemple similar es troba en Painted Hall a Old Royal Naval College, a Greenwich, Londres, que mostra l'estil barroc popular de principis de segle xviii, realitzat pel pintor James Thornill.

### El trompe l'oeil modern
L'arribada de tècniques més avançades i la producció en massa va fer que les fórmules dels pintors flamencs caiguessin en desús. No obstant això, el trompe l'oeil va tornar a recuperar-se a causa del canvi en els gustos populars que s'inclinaren cap a estils expressionistes i abstractes. D'aquesta manera, va persistir durant els segles xix i xx amb artistes americans com Scott Evans, William Harnett i John Haberle, aquest últim encara va pintar natures en la línia dels pintors holandesos. A Espanya, el pintor català Pere Borrell va pintar el seu famós Fugint de la crítica, que si bé tenia la intenció d'escapar del públic va acabar sent un dels màxims exponents d'aquesta tècnica i la seva obra una de les més reconegudes.
A la pintura contemporània del segle xx, en el terreny de les avantguardes artístiques, els surrealistes com Dalí i René Magritte foren mestres de l'engany visual i utilitzaren el trompe-l'oeil amb freqüència. De l'últim destaca una sèrie d'obres de caràcter il·lusionista, com The Human Condition (1933) i The Listening Room (1933). En el terreny de l'estil cubista, pintors com Pablo Picasso van utilitzar l'engany visual en diversos dels seus collages en la seva recerca de reproduir les textures de trossos de materials com el paper o la fusta per tal de donar la sensació d'estar adherits a la tela.
Referint-se concretament al sostre d'algunes sales del Museu Dalí de Figueres, diu Josep M. Català:
| « | ... aquesta forma contemporània de tractar les relacions entre la realitat i la ficció que té en el gènere del fals documental un dels seus màxims exponents. Així com un fals documental no pot confondre's amb una simple operació de desinformació, tampoc els dispositius òptics de Dalí poden confondre's amb els simples trompe-l'œil. Uns s'aprofiten de la simplicitat, mentre que els altres, quan són correctament interpretats, proposen una mirada complexa que parla precisament de les construccions espacials que poden fonamentar la il·lusió. | » |
| — | |   |

Altres obres i artistes moderns que van incorporar la tècnica del trompe l'oeil va ser l'artista pop Andy Warhol, amb la seva obra Caixes Brillo (1964); Richard Estes en el camp del foto realisme i les seves pintures d'aparadors o cabines de telèfon; o Duane Hanson i John de Andrea en l'àmbit dels escultors hiperrealistes que reproduïen figures humanes elaborades amb materials com fibres de vidre i polièster. També en una de les seves extenses varietats, una altra tipologia de trompe l'oeil es va reflectir en el retrat que l'artista Joanne Gair va realitzar el 1992 de Demi Moore, una pintura corporal trompe l'oeil que va ser portada a la revista Vanity Fair.

### Altres usos
La tècnica del trompe l'oeil també ha estat utilitzada en altres arts com en el disseny d'escenografies teatrals, amb la finalitat de crear la il·lusió d'un escenari més profund. Un exemple d'això és el Teatre Olímpic a Vicenza, on es representen els set carrers de l'arquitecte Vicenzo Scamozzi, que donen la sensació de retrocedir en la distància. També ha estat una tècnica utilitzada en l'àmbit del cinema, com es mostra en l'escena de Donald O'Connor en la pel·lícula Singin in the Rain (1954), on l'actor es dirigeix cap al que sembla un passadís, però quan s'acosta s'observa que en realitat es tracta d'un gran mural pintat utilitzant la tècnica trompe l'oeil.

## Trompe-l'œil a la fotografia i al cinema
Mentre que les arts escèniques han utilitzat des de l'Antiguitat recursos auxiliars de trompe-l'œil a la seva escenografia, la fotografia i el cinema són en si mateixos recursos per produir un engany visual o fingiment de la realitat; és a dir, un trompe-l'œil. El mateix passava amb els que van ser els seus avantpassats tècnics, com la càmera fosca o la llanterna màgica. Bé és cert que, entesos com a arts en si mateixos, utilitzen el trompe-l'œil per obtenir certes imatges que produeixen particulars efectes il·lusionístics més enllà del genèric en què es basen. De fet, la perspectiva forçada és una tècnica fotogràfica molt utilitzada.
Els trompe-l'œil també han estat utilitzats amb profusió al cinema fins a l'aparició dels efectes especials digitals.
Un mètode habitual (matte en anglès) era pintar el gran exterior (ciutats, cel, etc.) en una taula de fusta de pocs metres que se situava relativament a prop de la càmera (però ocupant només una part de l'enquadrament), mentre que l'escena real tenia lloc més lluny i ocupant la resta de l'enquadrament de la càmera; així, fent coincidir la vora del trompe-l'œil pintat amb l'escena real, l'efecte era que tot es desenvolupava en un gran escenari el cost de construcció del qual hagués estat prohibitiu. Fins i tot es podia arribar a tenir tot el decorat com a trompe-l'œil, ocupant tot l'enquadrament i només a través d'un forat hi tindria lloc l'escena real. Es podria dir que al cinema, per aconseguir aquest efecte d'il·lusió òptica, es juga amb elements com l'escala dels diferents elements que conformen la perspectiva, així com la distància de la càmera a l'objecte filmat i la profunditat de camp.
Una variació és el mètode Schüfftan (pel seu inventor Eugen Schüfftan), en què davant de la càmera el que es col·locava era un mirall parcialment transparent, sense part de la pel·lícula reflectora del mateix. A la part mirallada es reflectia el trompe-l'œil i a través de la part transparent tenia lloc l'escena real.

## Art 3D al carrer
En l'actualitat, el trompe l'oeil continua sent un recurs molt recurrent i atractiu per remodelar l'estètica urbana. Les obres que fan ús d'aquesta tècnica tenen un gran impacte visual mitjançant la simulació d'edificis on realment no n'hi ha, la recreació de forats que permeten veure l'interior imaginari de l'edifici o a la mateixa carretera, amb escenaris que atorguen profunditat. L'objectiu d'aquestes intervencions urbanes hereves del trompe l'oeil és jugar amb la imaginació i la percepció d'aquelles persones que circulen pel carrer. Els efectes especials de les imatges representades s'aconsegueixen mitjançant tècniques de graffitis tridimensionals amb la combinació de textures, reflexos, tons, ombres i transparències. Així, aquesta forma de visualització conforma un escenari nou on l'espectador es transporta cap a uns espais recreats i entorns ficticis.

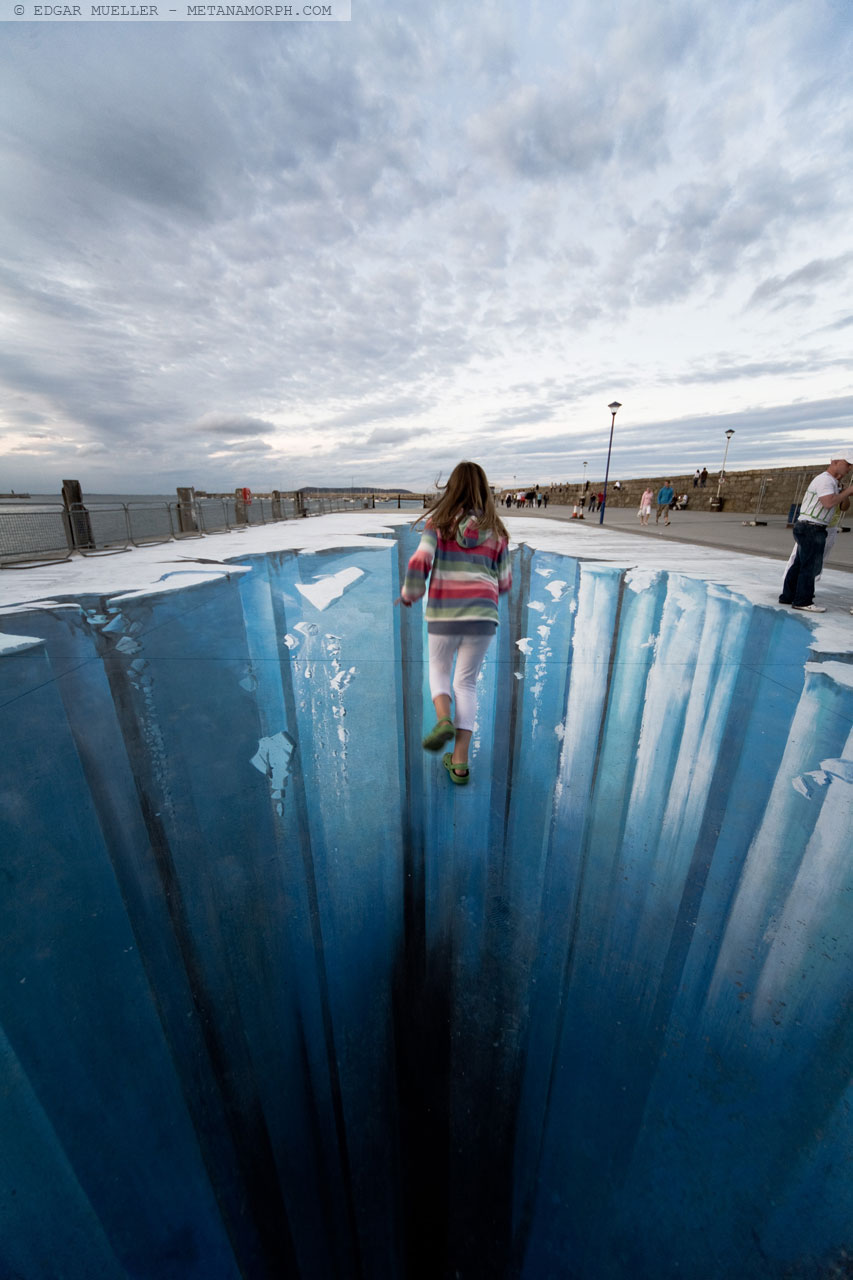
3D Street Art project by Edgar Müller

L'artista més conegut internacionalment dins de la pintura 3D és l'artista alemany Edgar Mueller, capaç de convertir el paviment del carrer en unes profundes vistes a unes coves o uns penya-segats. Gràcies al seu talent per dibuixar en ambients urbans obres de gran impacte ha aconseguit el Rècord Guiness a l'obra més gran realitzada sobre paviment. De la mateixa manera, l'artista neerlandès Janis Deman crea les seves obres mitjançant aquesta mateixa tècnica en grans espais visibles per a gran part de la població. En una de les seves últimes obres, realitzada al lateral d'un edifici, simula una gran prestatgeria amb llibres, per la qual va sol·licitar a un gran nombre de persones que li lliuressin el seu llibre preferit per tal de plasmar-ho en el mural.
Un altre cas conegut és el de l'artista Richard Haas, a qui el maneig del trompe l'oeil li va servir per dissenyar un mural de sis pisos de longitud per a l'hotel Fontainebleau de Miami, on va incorporar il·lusions òptiques com un cel, una cascada i va transformar una paret en blanc en un arc de triomf, entre d'altres. Va estar exposada al públic des de 1986 fins a 2002, quan el mur va ser demolit, el que mostra que moltes vegades aquestes obres tenen un caràcter transitori.
Una altra variant de les pintures 3D al carrer són els artistes urbans especialitzats en fer dibuixos anamòrfics sobre els paviments de les ciutats. Es traten de dibuixos deformats que són només visibles si són contemplats des d'una perspectiva concreta i d'una manera no convencional. L'artista britànic Julian Beever és el més reconegut en la utilització de la tècnica de l'anamorfosi, mitjançant la qual ha creat dibuixos 3D amb guix al carrer fent ús de la perspectiva per tal de generar representacions distorsionades de la realitat. Relacionada amb aquesta es troba la tècnica impulsada pel suís Felice Varini, qui en superfícies d'edificis o carrers plasma figures geomètriques amb fragments parcials de corbes o elements independents entre ells, però que mirats des d'una perspectiva concreta adquireixen continuïtat i crea la il·lusió òptica de ser figures completes dins de el pla.